# III Setmana Internacional de Cinema Fantàstic i de Terror
La III Setmana Internacional de Cinema Fantàstic i de Terror va tenir lloc a Sitges entre el 26 de setembre i el 2 d'octubre de 1970 sota la direcció d'Antonio Rafales amb la intenció de promocionar el cinema fantàstic i el cinema de terror. Fins aquesta edició tenia caràcter purament d'exhibició, no hi havia jurat ni es van entregar premis. Hi havia dues seccions, una informativa i l'altra retrospectiva. Les pel·lícules es van projectar aquest cop a la Societat Recreativa El Retiro de Sitges, la majoria sense subtitular. El festival va començar a adquirir notorietat, fou visitat per l'actor Juan Luis Galiardo i fins i tot la Rai en va fer un reportatge. La clausura es va fer al Palau de Maricel.

## Secció Informativa
- Hexen bis aufs Blut gequält de Michael Armstrong
- Vertige de Jean Beaudin
- Kulhavý ďábel de Juraj Herz
- Cheonnyeon ho de Shin Sang-ok
- Curse of the Crimson Altar de Vernon Sewell
- The Body Stealers de Gerry Levy
- The Beast in the Cellar de James Kelley
- The Sorcerers de Michael Reeves
- La casa vella i fosca de William Castle
- Torture Garden de Freddie Francis
- Il dio chiamato Dorian de Massimo Dallamano
- Kaijū Sōshingeki d'Ishirō Honda
- Piège de Jacques Baratier
- Le Dernier Homme de Charles Bitsch
- La caixa oblonga de Gordon Hessler
- Sadko d'Aleksandr Ptuixkó
- Tumannost Andromedi de Ievgueni Xersotobitov
- Przekładaniec d'Andrzej Wajda
- The Name of the Game Is Kill! de Gunnar Hellström[5]

## Secció retrospectiva
- Lot in Sodom (1933) de James Sibley Watson
- Paris qui dort (1924) de René Clair